# Ignazio Ferronetti
Ignazio Ferronetti (Roma, 15 ottobre 1908 – Santhià, 25 aprile 1984) è stato un montatore e regista italiano.

## Biografia
Nato a Roma, si occupò di cinema come cronista di avvenimenti nel mondo della celluloide collaborando alla Rivista del Cinematografo diretta da Alessandro Blasetti, con cui lavorerà anche come montatore dei film del regista.
Nel 1943 debuttò come regista dirigendo la pellicola Spie tra le eliche, continuando quindi a realizzare film sino all'inizio degli anni sessanta, quando interruppe tutte le sue attività nel campo cinematografico.

## Filmografia

### Montaggio
- Nerone, regia di Alessandro Blasetti (1930)
- Resurrectio, regia di Alessandro Blasetti (1931)
- Palio, regia di Alessandro Blasetti (1932)
- La tavola dei poveri, regia di Alessandro Blasetti (1932)
- L'impiegata di papà, regia di Alessandro Blasetti (1933)
- Vecchia guardia, regia di Alessandro Blasetti (1934)
- 1860, regia di Alessandro Blasetti (1934)
- Aldebaran, regia di Alessandro Blasetti (1935)
- La danza delle lancette, regia di Mario Baffico (1936)
- Contessa di Parma, regia di Alessandro Blasetti (1937)
- Ettore Fieramosca, regia di Alessandro Blasetti (1938)
- Montevergine, regia di Carlo Campogalliani (1939)
- Retroscena, regia di Alessandro Blasetti (1939)
- Troppo tardi t'ho conosciuta, regia di Emanuele Caracciolo (1939)
- Leggenda azzurra, regia di Giuseppe Guarino (1940)
- Il ladro sono io! di Flavio Calzavara (1940)
- Mare, regia di Mario Baffico (1940)
- La notte delle beffe, regia di Carlo Campogalliani (1940)
- Anime in tumulto, regia di Giulio Del Torre (1941)
- Il signore a doppio petto, regia di Flavio Calzavara (1941)
- Pia de' Tolomei, regia di Esodo Pratelli (1941)
- Cenerentola e il signor Bonaventura, regia di Sergio Tofano (1942)
- Calafuria, regia di Flavio Calzavara (1944)
- Carmela, regia di Flavio Calzavara (1944)

### Regia
- Spie tra le eliche (1943) anche montaggio
- Fuga nella tempesta (1946)
- Il fantasma della morte (1946)
- La sirena del golfo (1948)
- I misteri di Venezia (1950)
- Tutto il mondo ride (1952)
- 50 anni di emozioni (1953) anche montaggio
- Il tiranno del Garda (1954)
- Ingresso centesimi dieci (1955)
- Due sosia in allegria (1956) soggetto e sceneggiatura
- Napoli è tutta una canzone (1959)
- I dieci del Texas (1961)